# 日本最大の顔役
『日本最大の顔役』（にほんさいだいのかおやく）1970年4月18日に公開された日本の映画である。監督は松尾昭典。主演は小林旭。日活制作。

## 概要
三代目になった男が、港湾都市整備のために不良外人や、暗黒街のボスの地位を狙う悪党と対峙する。

## キャスト
- 黒木和也：小林旭
- 雨宮 ： ジェリー藤尾
- 原政信 ： 深江章喜
- 境： 藤竜也
- 柳田 ： 郷鍈治
- 滝川美奈子 ： 梶芽衣子
- ６番 ： 由利徹
- 石垣 ： 井上昭文
- 北川： 安部徹
- 宮原 ： 近藤宏
- 久保山 ： 山田禅二
- 町田 ： 日野道夫
- 今村 ： 榎木兵衛
- 明子 ： 町田祥子
- 陣野組組員 ： 柳瀬志郎
- 神戸署長 ： 河野弘
- 斉田： 小泉郁之助
- 岩淵組組員 ： 青木富夫
- 陣野 ： 加原武門
- 福岡の警官： 衣笠真寿雄
- 村井 ： 木島一郎
- 大矢根組組員： 市村博、亀山靖博
- 陣野組組員 ： 晴海勇三
- 陣野組兄貴分 ： 井波健
- 神戸の刑事：白井鋭
- 大矢根組組員： 桂小かん
- MP： フランツ・グルーバー
- MPのリーダー：マイク・ダニーン
- 大矢根組組員： 中平哲仟
- 斉田組組員： 高橋明
- 神戸の刑事： 伊豆見英輔
- 大矢根組組員： 瀬山孝司
- 神戸の警官：露木譲
- 三国人： 水川国也
- 神戸のクラブのボーイ： 園田健夫
- 神戸の刑事： 土田義雄
- 娼婦： 森みつる、橘田良江、西原泰江、牧まさみ
- 赤澤組組員： 大前田武
- 三国人：小島克巳
- 所作指導： 笛田直一
- 刺青： 河野弘
- 技斗：高瀬将敏
- 金山：宍戸錠

## スタッフ
- 監督：松尾昭典
- 脚本：佐治乾、中野顕彰
- 企画 ：横山彌太郎
- 音楽：嵐野英彦

## 同時上映
『残酷おんな情死』
- 脚本：山崎巌、下川正 / 監督：西村昭五郎 / 主演：真理アンヌ

## 映像ソフト
- 1987年3月10日に日活からビデオソフト（VHS）化されたが廃盤、DVD化はされてない。